# Henry Augustus Reeves
Henry Augustus Reeves (ur. 7 grudnia 1832 w Sag Harbor, zm. 4 marca 1916 w Greenport) – amerykański polityk, członek Partii Demokratycznej.

## Działalność polityczna
W okresie od 4 marca 1869 do 3 marca 1871 przez jedną kadencję był przedstawicielem 1. okręgu wyborczego w stanie Nowy Jork w Izbie Reprezentantów Stanów Zjednoczonych. W 1887 zasiadał w New York State Assembly.